# سكوت اولسن
سكوت اولسن (بالإنجليزية: Scott Olsen)‏ هو لاعب كرة قاعدة أمريكي، ولد في 12 يناير 1984 في كالامازو في الولايات المتحدة.

## وصلات خارجية
- سكوت اولسن على موقع دوري كرة القاعدة الرئيسي (الإنجليزية)
- سكوت اولسن على موقعبيزبول رفرنس.كوم (الدوري الرئيسي) (الإنجليزية)
- سكوت اولسن على موقعبيزبول رفرنس.كوم (الدوري الثانوي) (الإنجليزية)
- سكوت اولسن على موقع إي إس بي إن.كوم (أم.أل.بي) (الإنجليزية)
- سكوت اولسن على موقع مشجعي الرسوم البيانية (الإنجليزية)